# Псари-Подлази
Псари-Подлази (пол. Psary-Podłazy) — село в Польщі, у гміні Бодзентин Келецького повіту Свентокшиського воєводства.
Населення — 249 осіб (2011).
У 1975-1998 роках село належало до Келецького воєводства.

## Демографія
Демографічна структура на день 31 березня 2011 року:
|          | Загалом | Допрацездатний вік | Працездатний вік | Постпрацездатний вік |
| -------- | ------- | ------------------ | ---------------- | -------------------- |
| Чоловіки | 130     | 35                 | 84               | 11                   |
| Жінки    | 119     | 27                 | 61               | 31                   |
| Разом    | 249     | 62                 | 145              | 42                   |